# Why Start a Fire
Why Start a Fire är en sång skriven av Lisa Miskovsky, Aleksander With, Bernt Rune Stray och Berent Philip Moe, som sjöngs av Lisa Miskovsky i Melodifestivalen 2012, där den medverkade vid fjärde deltävlingen i Malmö, gick direkt vidare till final, och slutade på nionde plats.

## Listplaceringar
| Lista (2012) | Topplacering |
| ------------ | ------------ |
| Sverige      | 15           |

8 april 2012 blev låten etta på Svensktoppen.

### Fotnoter
1. ↑  ”Hitparad”. http://hitparad.se/showitem.asp?interpret=Lisa+Miskovsky&titel=Why+Start+A+Fire&cat=s. Läst 18 mars 2012.